# نيكولاي بومان
نيكولاي بومان (بالروسية: Бауман, Николай Эрнестович)‏ (و. 1873 – 1905 م) هو ثوري، وسياسي من الإمبراطورية الروسية، ولد في قازان، كان عضوًا في الحزب الشيوعي السوفيتي، وحزب العمال الديمقراطي الاشتراكي الروسي، توفي في موسكو، عن عمر يناهز 32 عاماً، بسبب إصابة الرأس.